# Narandiba
Narandiba là một đô thị ở bang São Paulo của Brasil.

## Địa lý
Đô thị này nằm ở vĩ độ 22º24'26" độ vĩ nam và kinh độ 51º31'28" độ vĩ tây, trên khu vực có độ cao 419 m. Dân số năm 2004 ước tính là 4.053 người. 
Đô thị này có diện tích 358,2 km².

## Thông tin nhân khẩu
Dữ liệu dân số theo điều tra dân số năm 2000
Tổng dân số: 3.743
- Dân số thành thị: 2.282
- Dân số nông thôn: 1.461
- Nam giới: 1.888
- Nữ giới: 1.855

Mật độ dân số (người/km²): 10,45
Tỷ lệ tử vong trẻ sơ sinh dưới 1 tuổi (trên một triệu người): 10,99
Tuổi thọ bình quân (tuổi): 74,06
Tỷ lệ sinh (số trẻ trên mỗi bà mẹ): 2,41
Tỷ lệ biết đọc biết viết: 84,37%
Chỉ số phát triển con người (HDI-M): 0,763
- Chỉ số phát triển con người - Thu nhập: 0,641
- Chỉ số phát triển con người - Tuổi thọ: 0,818
- Chỉ số phát triển con người - Giáo dục: 0,830

(Nguồn: IPEADATA)

### Sông ngòi
- Sông Paranapanema
- Ribeirão Anhumas

### Các xa lộ
- SP-425